# Eastern Washington University
L'Eastern Washington University è un'università statunitense pubblica con sede a Cheney, nello Stato di Washington.

## Storia
L'università fu fondata il 2 aprile 1882 da Benjamin Pierce Cheney come Benjamin P. Cheney Academy; nella propria storia l'ateneo ha assunto diverse denominazioni come  Eastern Washington College of Education (dal 1937) e Eastern Washington State College (da metà anni '40) sino al 1977 in cui ha scelto di utilizzare il nome attuale.

## Sport
Gli Eagles, che fanno parte della NCAA Division I, sono affiliati alla Big Sky Conference. La pallacanestro e il football americano sono gli sport principali, le partite interne vengono giocate al Roos Field e indoor al Roos Court.

### Pallacanestro
Eastern Washington è una squadra di poca rilevanza nella storia della pallacanestro collegiale, è riuscita a raggiungere la March Madness in due occasioni (in entrambi i casi è stata sconfitta al primo turno, nel 2004 dagli Oklahoma State Cowboys e nel 2015 dai Georgetown Hoyas).
L'unico Eagles che è riuscito a raggiungere l'NBA è Rodney Stuckey, scelto nel primo giro del draft 2007 dai Detroit Pistons.

### Sportivi noti
- Reilly Hennessey
- Cooper Kupp
- Rodney Stuckey